# 八森山 (青森県)
八森山（はちもりやま）は、青森県西津軽郡深浦町にある標高210.9メートルの山である。

## 概要
- 深浦町中心部から南側にある山で、八森山町民の森公園があるため[1]、途中までは比較的行き易い。

## 深浦テレビ・FM中継局

### デジタルテレビ放送
| リモコン 番号 | 放送局名         | チャンネル 番号 | 空中線 電力 | ERP | 偏波面   | 放送対象地域 | 放送区域 内世帯数 | 運用開始日      |
| ------------- | ---------------- | --------------- | ----------- | --- | -------- | ------------ | ----------------- | --------------- |
| 1             | RAB 青森放送     | 26              | 3W          | 17W | 水平偏波 | 青森県       | 約1,600世帯       | 2008年 11月10日 |
| 2             | NHK 青森教育     | 18              | 3W          | 17W | 水平偏波 | 全国         | 約1,600世帯       | 2008年 11月10日 |
| 3             | NHK 青森総合     | 19              | 3W          | 17W | 水平偏波 | 青森県       | 約1,600世帯       | 2008年 11月10日 |
| 5             | ABA 青森朝日放送 | 36              | 3W          | 17W | 水平偏波 | 青森県       | 約1,600世帯       | 2008年 11月10日 |
| 6             | ATV 青森テレビ   | 25              | 3W          | 17W | 水平偏波 | 青森県       | 約1,600世帯       | 2008年 11月10日 |

- 所在地： 西津軽郡深浦町深浦字岡崎（八森山）[3][4]
- 放送区域： 深浦町の一部[5][6]（深浦町中心部）
- 2008年7月24日に予備免許が交付され[7][5]、10月17日に試験電波を発射。11月6日に本免許が交付され[8][6]、11月10日に本放送を開始した[2][9]。

### アナログテレビ放送
| チャンネル 番号 | 放送局名         | 空中線 電力       | ERP                | 偏波面   | 放送対象地域 | 放送区域 内世帯数 | 運用開始日      |
| --------------- | ---------------- | ----------------- | ------------------ | -------- | ------------ | ----------------- | --------------- |
| 4               | NHK 青森総合     | 映像10W/ 音声2.5W | 映像50W/ 音声12.5W | 水平偏波 | 青森県       | 1,319世帯         | 1964年 10月5日  |
| 6               | RAB 青森放送     | 映像10W/ 音声2.5W | 映像58W/ 音声14.5W | 水平偏波 | 青森県       | 1,319世帯         | 1964年 10月5日  |
| 8               | NHK 青森教育     | 映像10W/ 音声2.5W | 映像50W/ 音声12.5W | 水平偏波 | 全国         | 1,319世帯         | 1964年 10月5日  |
| 21              | ATV 青森テレビ   | 映像30W/ 音声7.5W | 映像200W/ 音声51W  | 水平偏波 | 青森県       | 1,319世帯         | 1972年 10月21日 |
| 23              | ABA 青森朝日放送 | 映像30W/ 音声7.5W | 映像185W/ 音声46W  | 水平偏波 | 青森県       | 1,319世帯         | 1993年 7月      |

- 所在地： デジタルテレビ放送に同じ
- 2011年7月24日をもってすべて廃止された。

### FMラジオ放送
| 周波数 （MHz） | 放送局名         | 空中線 電力 | 実効輻射電力 | 放送対象地域 | 放送区域 内世帯数 | 運用開始日     |
| -------------- | ---------------- | ----------- | ------------ | ------------ | ----------------- | -------------- |
| 78.2           | AFB エフエム青森 | 10W         | 10.5W        | 青森県       | 2767世帯          | 2019年 2月1日  |
| 84.3           | NHK 青森FM       | 10W         | 19.5W        | 青森県       | -                 | 1971年 9月30日 |

### その他
- 深浦町は地形的に平野部が少ないため、町内にはミニサテ局を含む多くの中継局が置かれている（詳細は該当項を参照）。